# Quellung
Als Quellung, Aufquellen oder Quellen wird ein physikalischer Vorgang bezeichnet, bei dem ein Stoff (meist eine Flüssigkeit, aber auch Gase oder Dämpfe) in einen Festkörper eindringt und eine Volumenvergrößerung des Letzteren bewirkt. Typische Stoffe, die zum Quellen neigen, sind Polymere, Holz, ungebrannte Tone, Bentonit, Pappe oder mit natürlichen Fasern hergestellte Verbundwerkstoffe.
Bei hydrophilen Polymeren wie Proteinen (etwa Gelatine) oder Kohlenhydraten (etwa Stärke oder Cellulosederivaten) oder Polyacrylaten (Superabsorbern) ist es gewöhnlich Wasser, das als Quellmittel wirkt. Die Wassermoleküle werden über Wasserstoffbrückenbindungen an polare Gruppen gebunden, wodurch die Polymerketten ihren Abstand zueinander vergrößern. Die Quellung kann entweder zu einer Lösung des Polymers führen (etwa bei Gelatine in warmem Wasser) oder, wenn das Polymer vernetzt ist, zu einem sogenannten Hydrogel.
Aus dem anorganischen Bereich bekannt ist zum Beispiel die Quellung von Schichtsilikaten (Ton) durch Wasser.
Hydrophobe Polymere, wie etwa Gummi werden durch Wasser kaum, stärker dagegen durch organische Lösungsmittel angequollen und verlieren dadurch ihre Festigkeit, unter Umständen – wenn die auftretenden Zugspannungen die Festigkeit des Materials überschreiten – bis zur Zerstörung der Struktur. Der Grad der Quellung wird ermittelt durch Messung von:
- Massenänderung
- Volumenänderung
- Abmessungsänderung

Quellvorgänge sind meist endotherm, aber exergonisch. Dies lässt sich leicht anhand der Quellung von Stärke in Wasser zeigen, die schon bei Raumtemperatur freiwillig abläuft, aber bei Temperaturerhöhung  (Energiezufuhr) zunimmt.
Außerdem sind sie reversibel, soweit das Quellmittel wieder aus dem Festkörper entweichen (etwa durch Verdampfen) kann.